# Estofado de oro

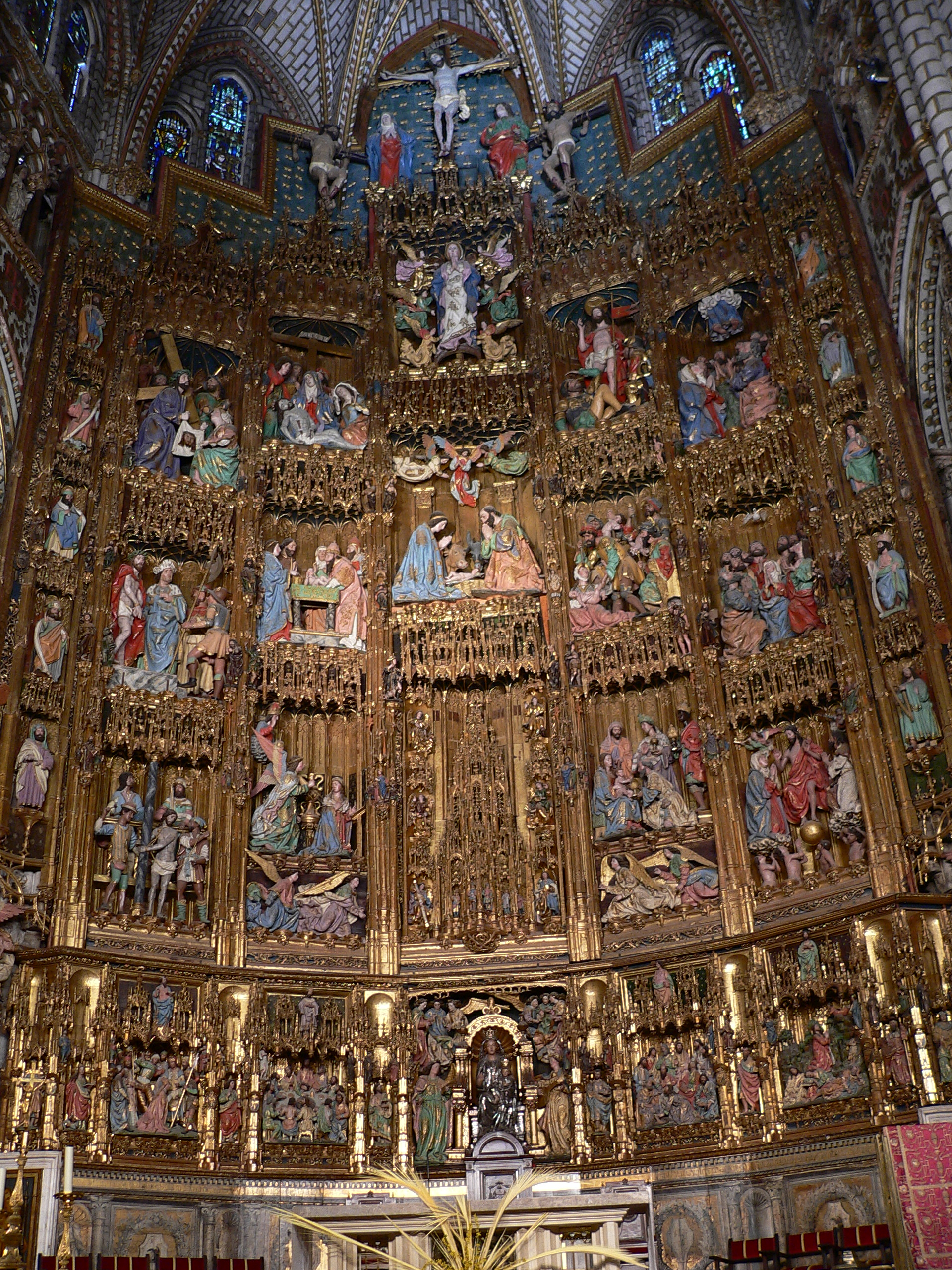
Il Retablo maggiore della Cattedrale di Toledo realizzato in parte con la tecnica dell'estofado.

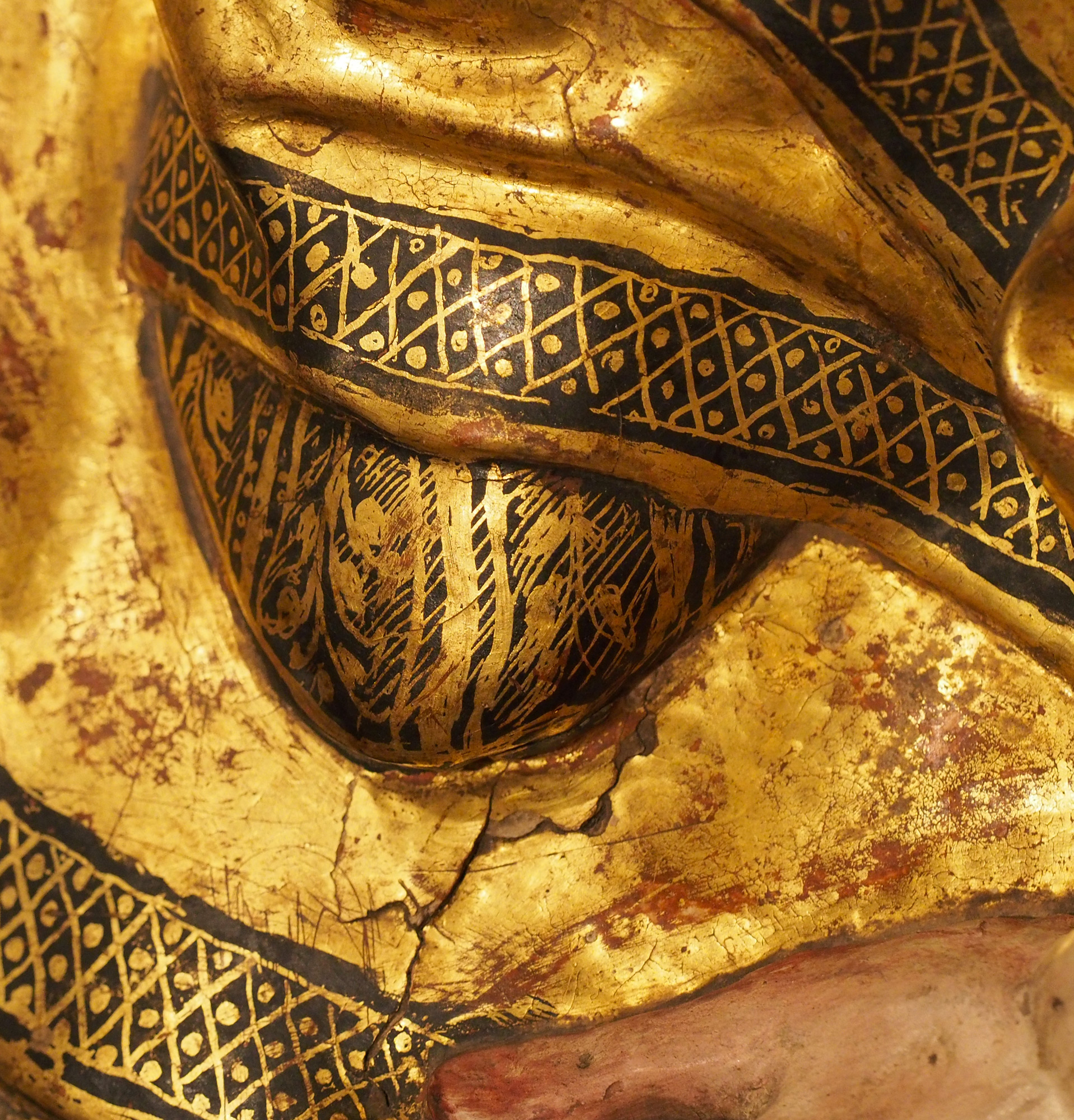
Esempio di estofado in scultura policroma. Particolare del piede della Vergine nell'Adorazione dei Pastori della Pala di San Benito, di Alonso Berruguete. Museo nazionale di scultura, Valladolid.

L'estofado de Oro (dallo spagnolo: estofado) è una particolare tecnica decorativa per la realizzazione di immagini sacre su legno policromato, in cui la superficie intagliata viene ricoperta da uno strato di foglia d’oro zecchino su cui è applicato uno strato di bolo d'argilla che poteva avere dei colori dal rosso aranciato fino al marrone cupo. Successivamente la foglia d'oro veniva poi ricoperta dal colore. Le tinte che venivano applicate erano diverse poiché il contrasto con l'oro doveva essere cromaticamente efficace: il verde, l'azzurro, il rosso, il nero e il bianco. Successivamente si esportava il colore mediante graffio con un apposito attrezzo chiamato dente di leone per liberare le parti in cui si intendeva far riaffiorare l'oro. Il tutto assumeva un colore brillante, baluginante.
I primi motivi decorativi che sono stati individuati sono quelli a tema geometrico con forme a losanga, quadrata oppure a maglie chiuse, lobate o aperte composte da volute a C e ad S che venivano concatenate insieme oppure a forma ogivale. All'interno di queste maglie venivano inseriti dei motivi decorativi che di solito erano dei fiori o motivi a foglia di cardo. I fiori con i petali ricordavano la croce, la foglia di cardo uncinata o spinosa era allusiva alla passione di Cristo.
Rispetto a questi modelli c'era anche un altro sistema, quello di decoro libero in cui tutta la superficie era lavorata a mano senza avere degli schemi di riferimento geometrico. Si tratta di un filone tematico che inizia alla fine del quattrocento e perdura fino ai primi del settecento.
Il termine spagnolo estofado si pensa che sia derivato dal termine italiano "stoffa" e fa riferimento alla tecnica di policromia che si applica alla superficie lignea delle statue per imitare le stoffe pregiate.
Questa tecnica ha le sue origini nell'arte gotica, fu altresì largamente utilizzata nell'Arte barocca spagnola e dalla Spagna fu esportata all'arte coloniale americana e in Sardegna e in Sicilia.